# Königsstuhl (Rügen)

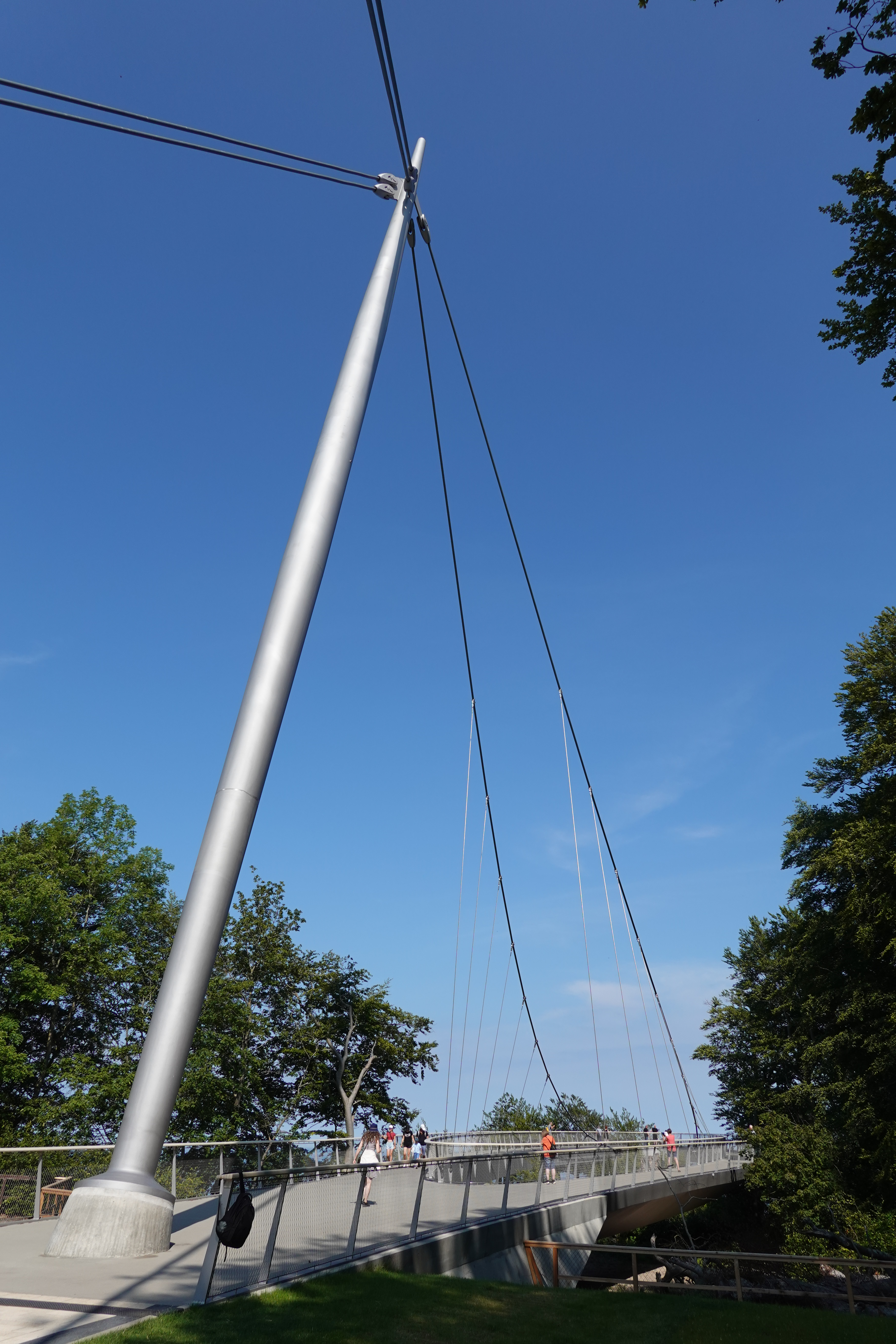
Skywalk

Der Königsstuhl ist die berühmteste Kreidefelsformation der Stubbenkammer im Nationalpark Jasmund auf der Insel Rügen. Seine Höhe beträgt 118 m ü. NHN.

## Geografie

### Lage
Der Königsstuhl befindet sich 7 km nördlich von Sassnitz und 4 km südöstlich von Lohme. Über einen insgesamt etwa 11 km langen Hochuferweg, der von Sassnitz bis nach Lohme führt oder vom 3 km entfernten Großparkplatz in Hagen (Ortsteil der Gemeinde Lohme) erreicht man per Bus-Pendelverkehr das Nationalpark-Zentrum. Der Eintritt in das Zentrum und damit der Zugang zum Königsstuhl selbst sind kostenpflichtig. Der Königsstuhl auf Rügen ist ein Touristenmagnet. Rund 300.000 Besucher kommen jedes Jahr auf den Königsstuhl, um von dort aus den Blick auf die Ostsee und die Kreidefelsen zu genießen. Allerdings wird der Zugang über das sogenannte Königsgrab durch Felsabbrüche immer schmaler. Die Stadt Sassnitz hat daher eine neue Aussichtsplattform, genannt Königsweg, erstellt, die 2023 eröffnet wurde.
Das Gebiet des Königsstuhls ist auch gut mit dem Fahrrad erreichbar, z. B. über den Ostseeküsten-Radweg.

### Geologie
Rügener Kreide ist die Bezeichnung für einen sehr reinen, sehr feinkörnigen, weißen, mürben und hochporösen Kalkstein der höchsten Oberkreide (Maastrichtium). Er ist unter anderem im Kliff des Jasmund im Nordosten der Insel Rügen aufgeschlossen – „Kreidefelsen“.
Die Rügener Kreide gehört geologisch zur Hemmoor-Formation der Schreibkreide-Gruppe und wird dort als Rügen-Member bezeichnet. Chronostratigraphisch fällt das Rügen-Member in das späte untere bis ins späte obere Untermaastricht – ca. 70 Mio. Jahre vor heute.
Im nordöstlichen Teil der Insel Rügen, auf der Halbinsel Jasmund, befinden sich umfangreiche Kreidevorkommen. Am bekanntesten sind die „Rügener Kreidefelsen“ der Kliffküste in der Umgebung von Sassnitz. Diese Küstenformationen sind Bestandteil des Nationalparks Jasmund und stehen unter strengem Naturschutz.

## Beschaffenheit, Name und Geschichte
Die schmalen, aber wuchtigen Granitstufen, die zu dem 200 m² großen Plateau auf dem Königsstuhl führen, liegen über einem bronzezeitlichen Hügelgrab (2200 bis 800 v. Chr.). Von dem Plateau bietet sich ein weitläufiger Ausblick auf die Ostsee. Den Königsstuhl selbst betrachtet man besser von der etwas südlicher gelegenen Victoria-Sicht.
Der Kreidefelsen und die benachbarten Formationen fallen fast senkrecht zum Strand ab. Durch die geologische Beschaffenheit, das Grund- und Oberflächenwasser sowie dem Wellenschlag am Klifffuß kommt es immer wieder zu kleineren und größeren Abbrüchen am gesamten Kliff, einschließlich der Felsformationen. Beispiel dafür sind die durch ein Gemälde C. D. Friedrich bekannten Wissower Klinken, die es so nicht mehr gibt.
Der Name Königsstuhl soll auf ein Ereignis im Jahre 1715 zurückgeführt sein, bei dem der schwedische König Karl XII. von dieser Stelle ein Seegefecht gegen die Dänen geleitet haben soll. Das Gefecht ermüdete den Herrscher angeblich derart, dass er sich einen Stuhl bringen ließ.
Allerdings wird schon in einem Reisebericht des Pfarrherren Rhenan, der im Auftrag des Pommern-Herzoges Mineralquellen ausfindig machen sollte, im Jahre 1584 der Name „Konigsstuel“ gebraucht, sodass die Namensgebung viel früher anzusiedeln ist.
Einer weiteren Sage zufolge soll der Name daher kommen, dass in alter Zeit derjenige zum König gewählt wurde, dem es als Erstem gelang, von der Seeseite aus den Kreidefelsen zu erklimmen und sich auf den oben aufgestellten Stuhl zu setzen.
Auf der dänischen Insel Møn gibt es analog eine ähnliche Formation, den „Dronningestolen“ = Königinnenstuhl.
Eine ähnliche Formation, der „Kleine Königsstuhl“ befindet sich im aufgelassenen Kreidebruch Gummanz bei dem dortigen Kreidemuseum.
Unweit südlich vom Königsstuhl zum Strand hinunter führt seit alter Zeit eine Holztreppe mit 412 Stufen vorbei am alten Pumpenhaus (Baudenkmal). Sie wurde 1996 umfangreich erneuert und ständig gewartet. Seit 2016 ist sie wegen der Gefahr von weiteren Abbrüchen an der Kreideküste gesperrt und soll auch nicht mehr erneuert werden.
2023 wurde ein Skywalk am Königsstuhl eröffnet. Die Baukosten betrugen 11 Mio. Euro, die Bauzeit zwei Jahre.

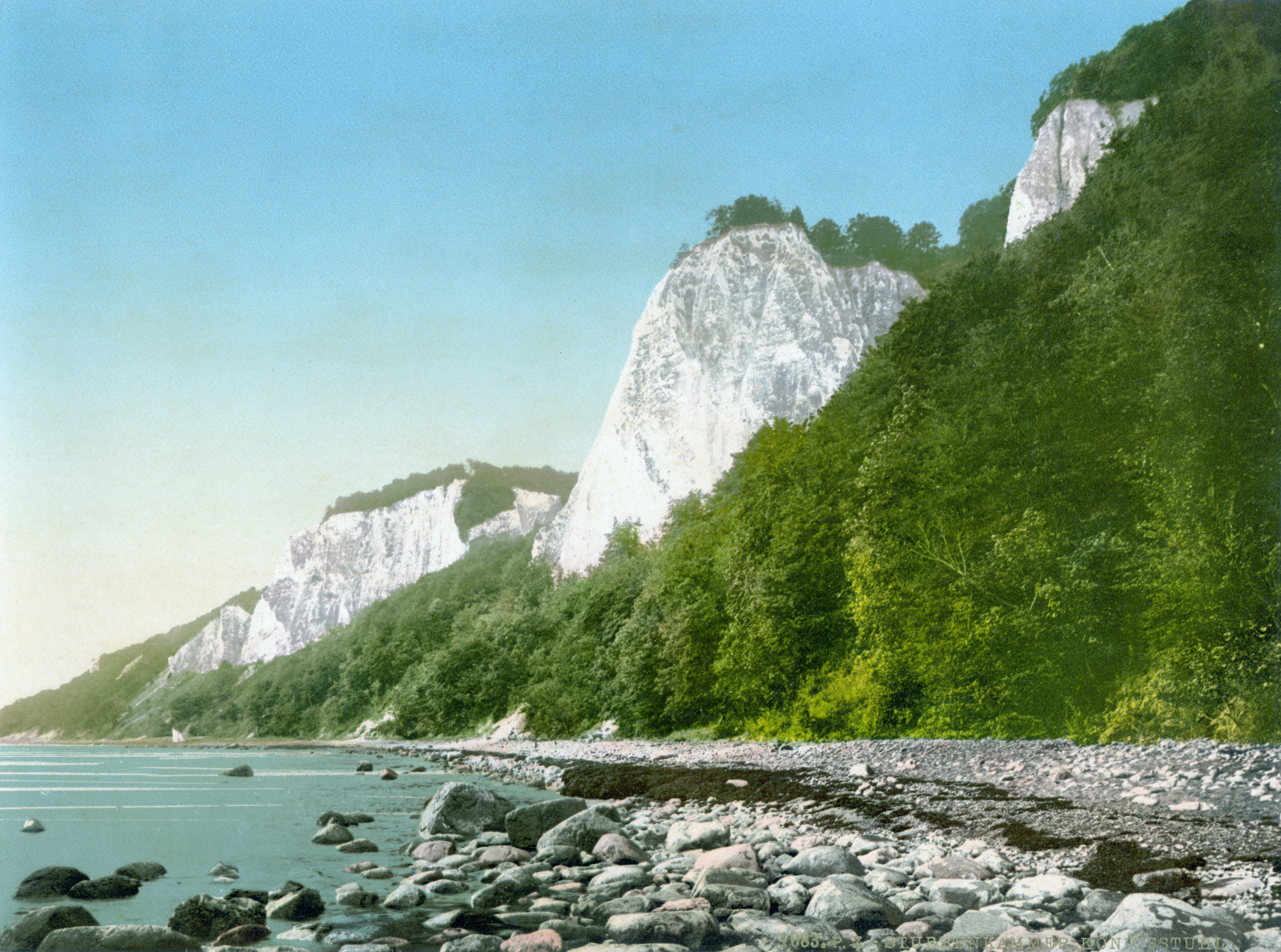
Die Formation vom Strand aus gesehen (um 1900)
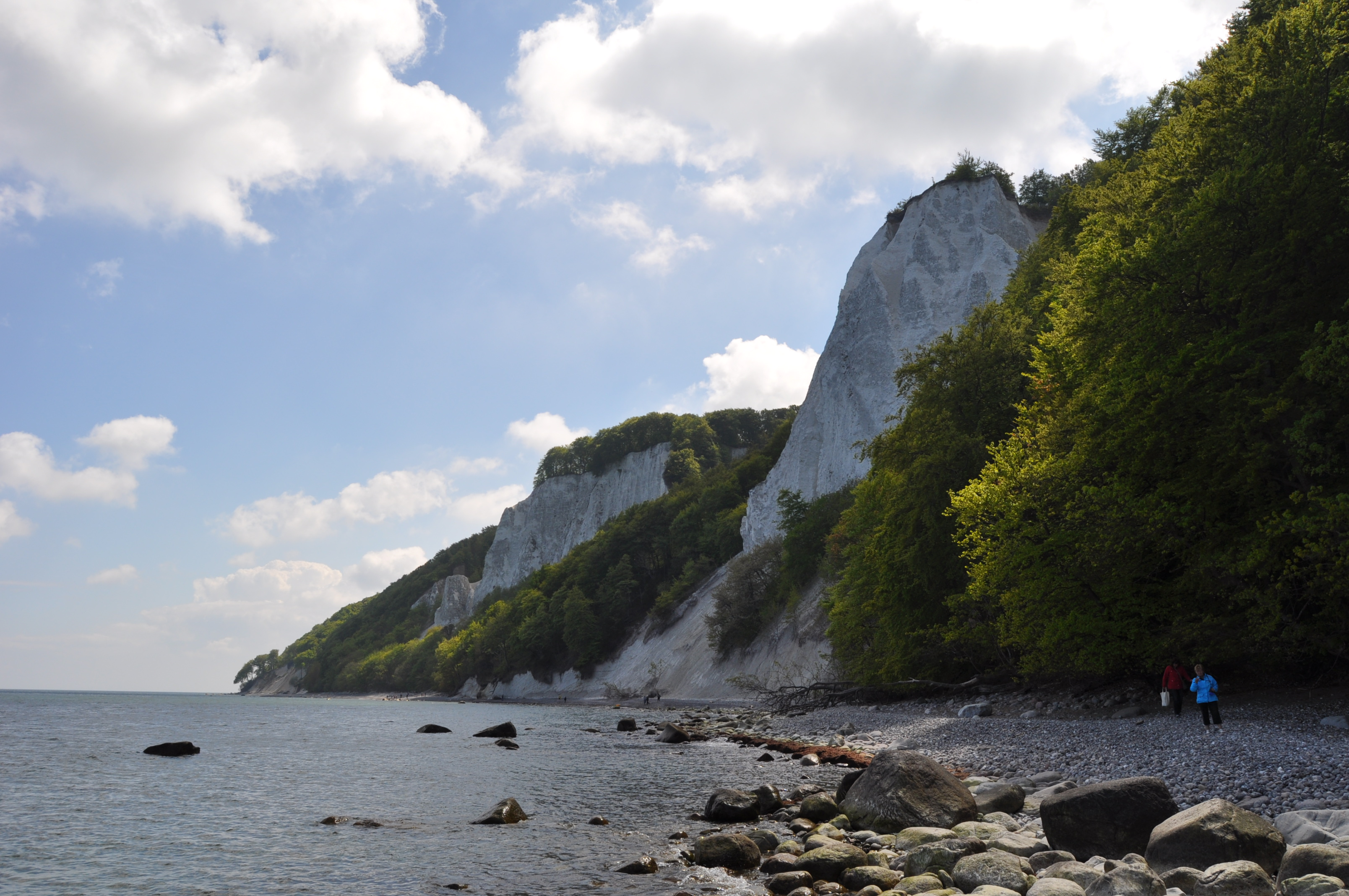
Königsstuhl und Victoriasicht vom Strand aus gesehen (2011)
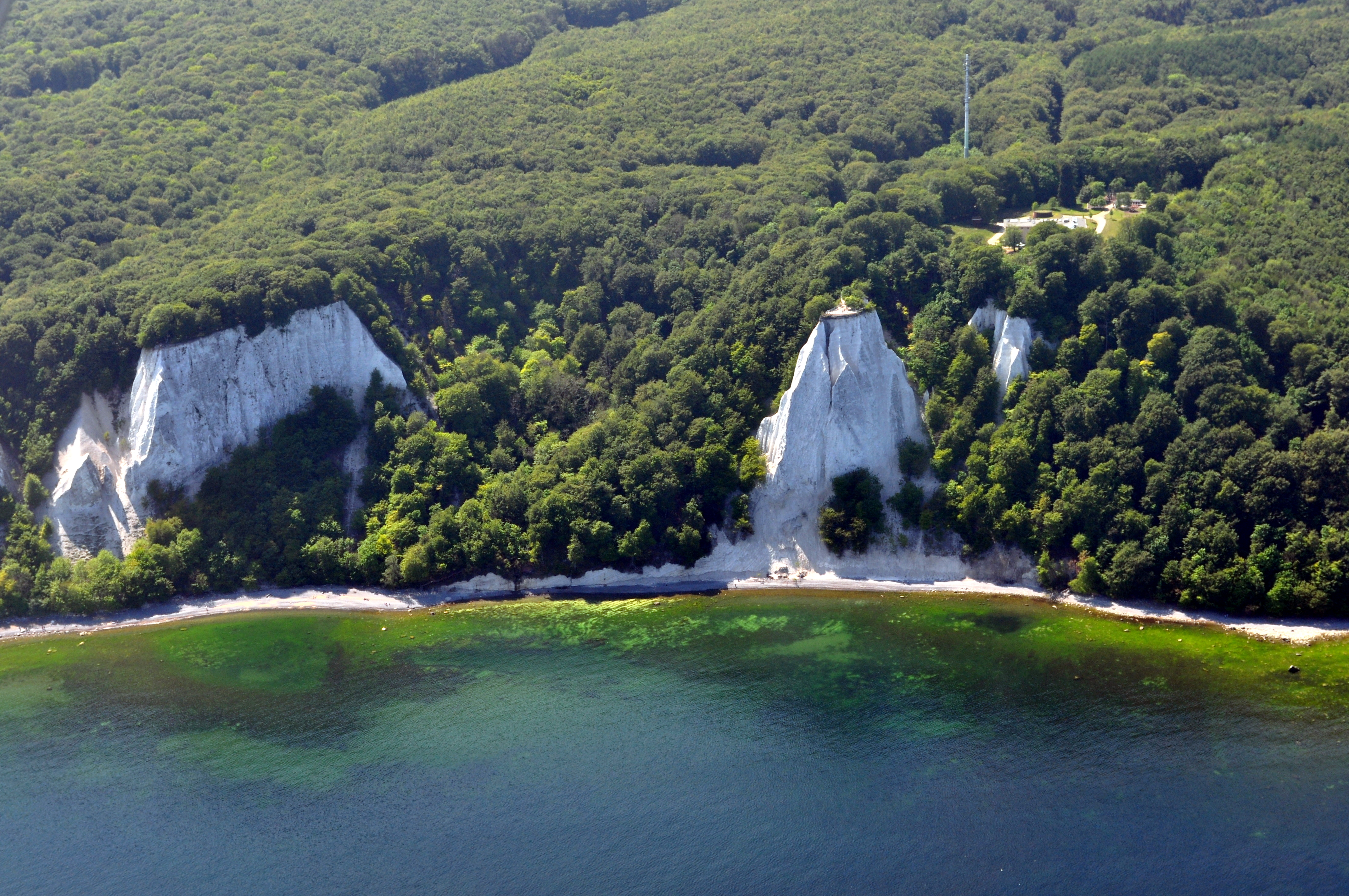
Victoria-Sicht und Königsstuhl aus der Luft
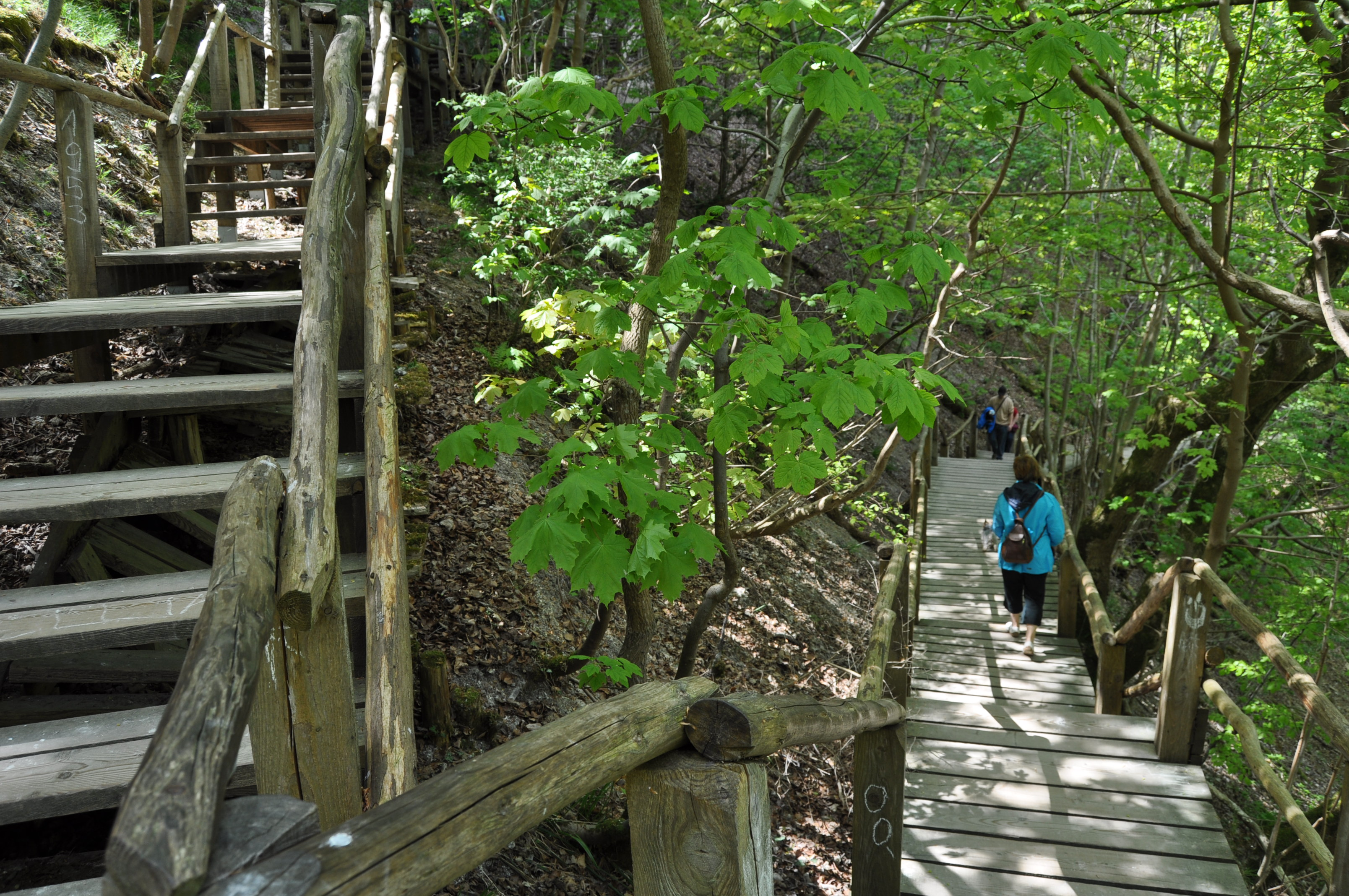
Treppe vom Königsstuhl zum Strand 110 m hoch, mit 412 Stufen (2011)

## Rezeption
Im Rahmen der deutschen 2-Euro-Serie „Bundesländer II“ wurde der Königsstuhl zum Motiv der 2-Euro-Gedenkmünze für Mecklenburg-Vorpommern, die seit dem 30. Januar 2024 emittiert wird.